# Tossal Rodó (Tarrés)
El Tossal Rodó és una muntanya de 606 metres que es troba al municipi de Tarrés, a la comarca catalana de les Garrigues.